# Samsung C&T Corporation
Die Samsung Corporation ist das älteste Unternehmen der südkoreanischen Samsung Group. Sie wurde 1938 in Daegu gegründet, der Sitz des Unternehmens befindet sich seit Januar 2008 in Seoul. Unter ihr sind die Sparten Bau und Handel firmiert, die auch die ersten Unternehmen des Konglomerats darstellen.
Die Samsung Corporation hält mit signifikanten Beteiligungen an ihren Schwestergesellschaften die Samsung Group zusammen, so dass man sie auch heute noch als Mutterunternehmen der Samsung Group bezeichnen könnte. Aus ihr heraus wurde unter anderem Samsung Electronics gegründet.

## Geschäftsfelder
Engineering & Construction ist das drittgrößte Bauunternehmen Südkoreas, das sich vor allem in Hochhausbau ausgezeichnet hat. Drei der höchsten Gebäude der Welt, Burj Khalifa, Taipei 101 und die Petronas Towers, wurden federführend von der Samsung C&T Engineering & Construction Group errichtet.

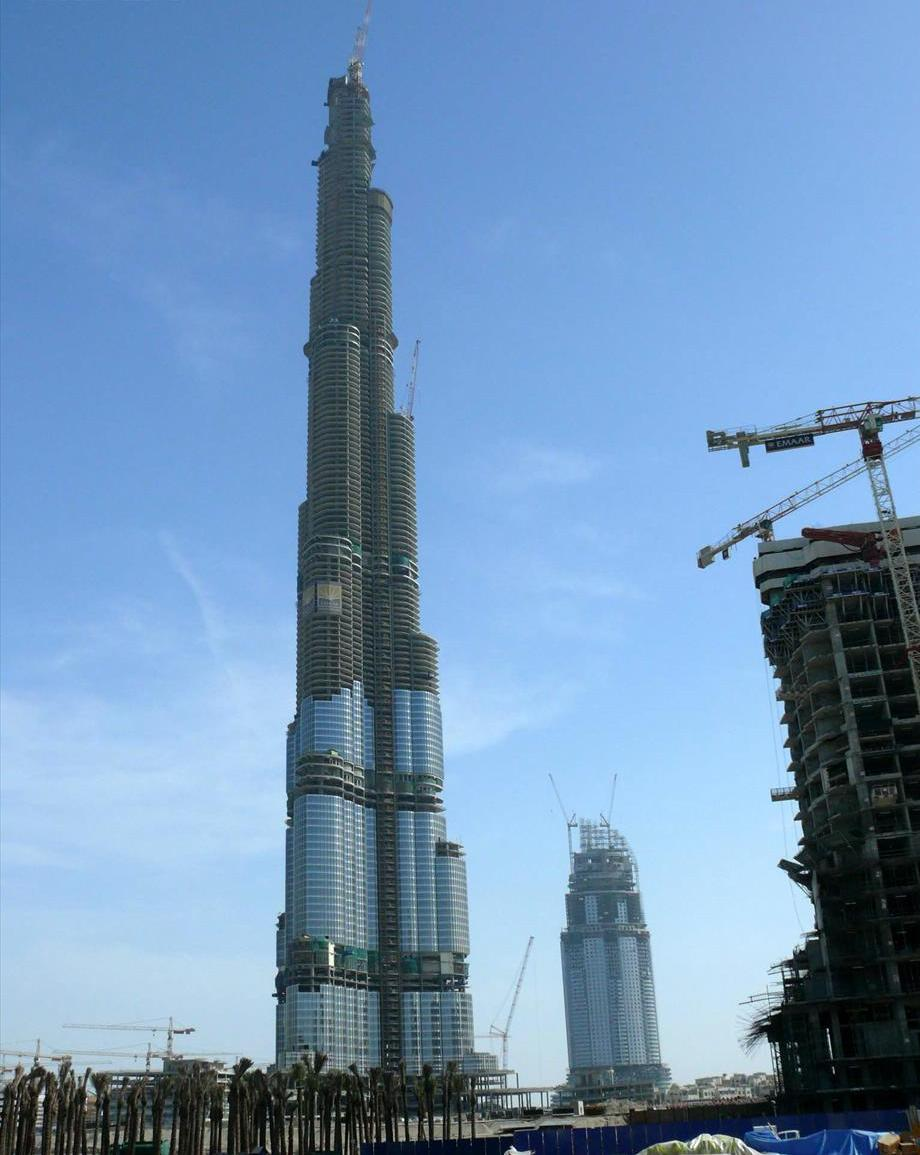
Burj Khalifa (2008)
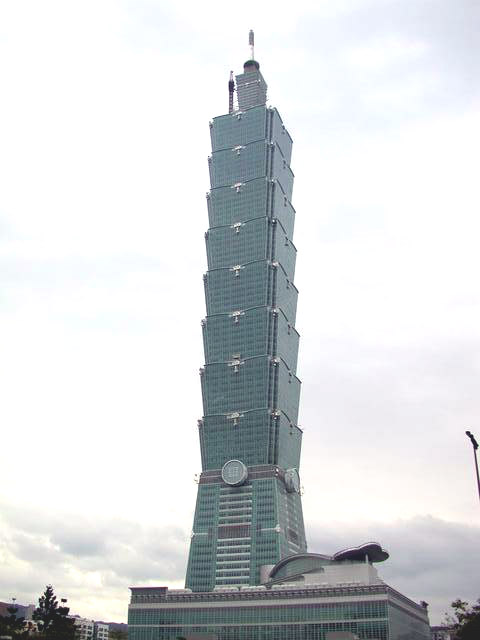
Taipei 101 (2005)
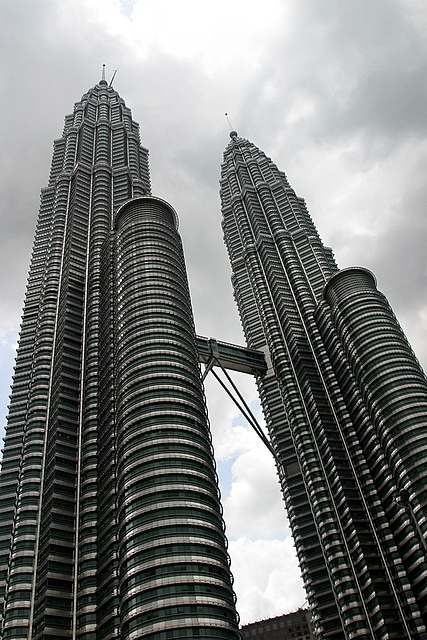
Petronas Towers (1997)

 Trading & Investment Group (Samsung C & T) ist das größte Handelsunternehmen Südkoreas. Die Sparte ist zuständig für die Entwicklung von neuen Geschäftsfeldern außerhalb der Elektronikbereichs für die Samsung Group. In den letzten Jahren erwirtschafteten die Beteiligungen mehr Gewinne als mit Handel. Hauptgeschäftsfelder: Handel mit Maschinen, Stahl, Chemie, Elektronischen Bauteilen und Photovoltaik. In Deutschland lautet der Name der Tochterfirma Samsung C&T Deutschland GmbH (bis 2010 Samsung Deutschland GmbH).